# Elaphandra bicornis
Elaphandra bicornis là một loài thực vật có hoa trong họ Cúc. Loài này được Strother mô tả khoa học đầu tiên năm 1991.